# Альтенмаркт-ім-Понгау
Альтенмаркт-ім-Понгау - ярмаркова громада в окрузі Санкт-Йоганн-ім-Понгау австрійської федеральної землі Зальцбург.
Це невеличке містечко, розташоване на віддалі приблизно 65 км від Зальцбурга. Воно відоме завдяки зимовому туризму. В ньому є фабрика з виробництва лиж фірми Atomic Skis.

## Відомі люди
В Альтенмаркті-ім-Понгау живе австрійський гірськолижник, чемпіон світу, Міхаель Вальхгофер.
| Австрія | Це незавершена стаття з географії Австрії. Ви можете допомогти проєкту, виправивши або дописавши її. |